# St. Maria de Rosario (Gerolzhofen)

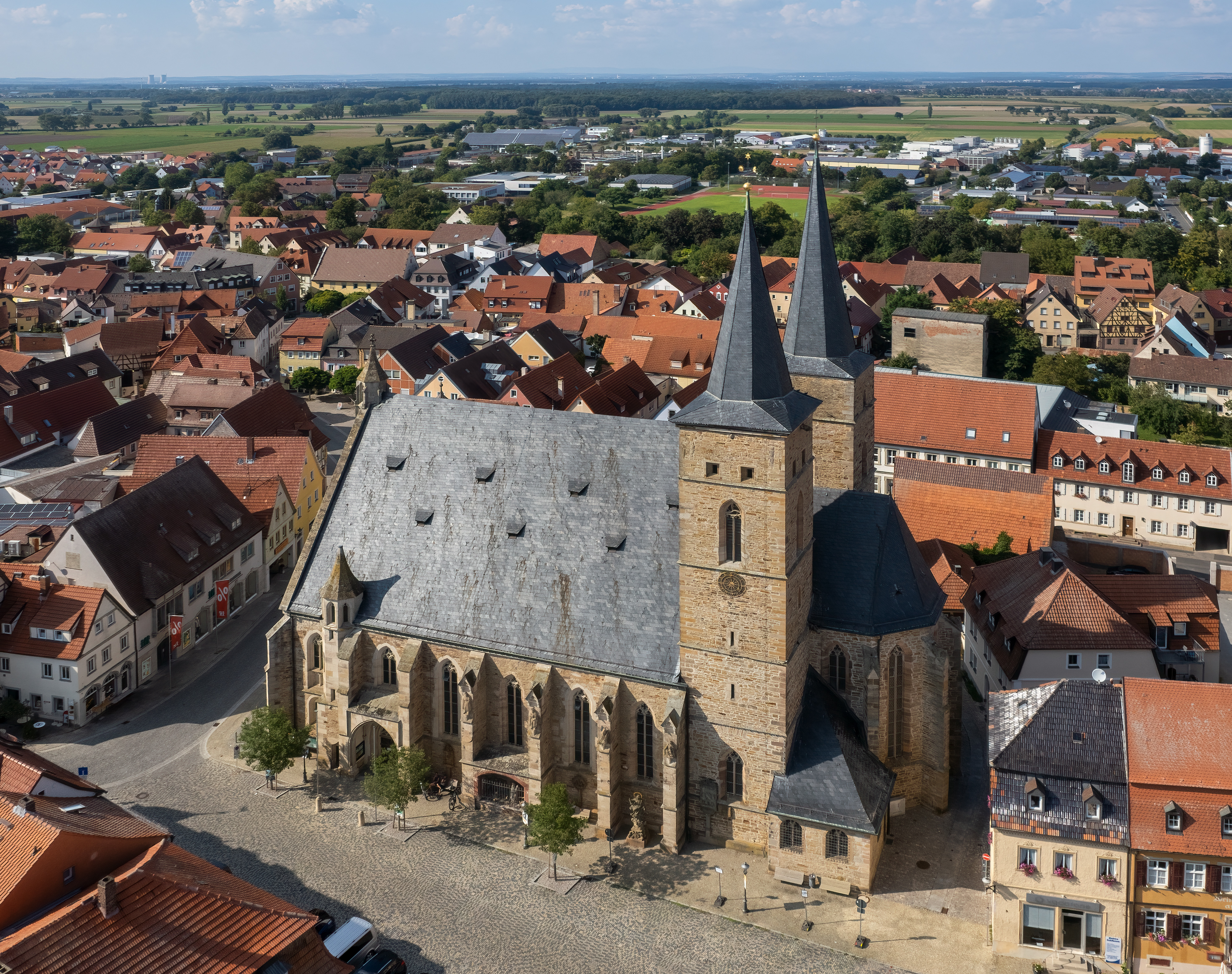
St. Maria de Rosario im Zentrum der Stadt

Die römisch-katholische Stadtpfarrkirche St. Maria de Rosario (auch Maria vom Rosenkranz; umgangssprachlich Steigerwalddom; historisch St. Maria de Rosario und St. Regiswindis) ist das bedeutendste Gotteshaus in der Stadt Gerolzhofen im unterfränkischen Landkreis Schweinfurt. Es liegt am Marktplatz im Zentrum der Stadt. Die Kirche ist Teil der Pfarreiengemeinschaft St. Franziskus am Steigerwald im Dekanat Schweinfurt-Süd der Diözese Würzburg. Patroziniumstag ist das Rosenkranzfest am 7. Oktober.

## Geschichte
Bei der heutigen katholischen Stadtpfarrkirche handelt es sich um den dritten Bau an dieser Stelle. Gerolzhofen gehörte nicht zum Ausstattungsgut des Bistums Würzburg bei seiner Gründung 741/742, stattdessen wurde ein Gotteshaus im heutigen Stadtteil Rügshofen erwähnt. Erst im 10. Jahrhundert entstand im Zentrum der bereits 750/779 erwähnten Siedlung Gerolzhofen ein Holzbau, in dem die Gottesdienste abgehalten wurden. Um die Kirche bestand lange Zeit zugleich der Friedhof für die Bewohner Gerolzhofens.
Der älteste Kirchenbau machte bis um 1003 einer romanischen Hallenkirche Platz. In einer Urkunde wurde das Gotteshaus bereits dem Patrozinium der heiligen Regiswindis, einer Heiligen des 9. Jahrhunderts, unterstellt. Ausgrabungen des 20. Jahrhunderts brachten die Fundamente der romanischen Kirche hervor. Das Gotteshaus bestand bis in die 1390er Jahre. Im Fränkischen Städtekrieg wurde Gerolzhofen, das damals nach der Reichsfreiheit strebte, durch Fürstbischof Gerhard von Schwarzburg belagert und die Pfarrkirche vollständig zerstört.
In der Zeit nach 1400 begann der Wiederaufbau des Gotteshauses. Zunächst entstand der Chor der Pfarrkirche neu, im gotischen Stil. Bis 1436 wurden die Apsis und die beiden Türme fertiggestellt. Danach begannen die Arbeiten am Langhaus. Der Baumeister des neu entstehenden „Steigerwaldddoms“ ist unbekannt. Allerdings wurde in der Literatur immer wieder Wolfram von Königsberg ins Spiel gebracht, der 1424 auf der Baustelle des Domkreuzgangs in Würzburg nachweisbar ist. Der Baumeister hat sich auch im Gewölbe der neuen Kirche in einem der Kämpfer verewigt.
Zum Beginn des Langhausbaus am 15. Juni 1436 entstand eine lateinische Bauinschrift in gotischen Minuskeln: „Im Jahr des Herrn 1436 ist dieses Werk begonnen worden am Dienstag des Märtyrers Vitus.“ Fertiggestellt wurde die Stadtpfarrkirche im Jahr 1479. Sie wurde vom Würzburger Fürstbischof Rudolf von Scherenberg zu Ehren von St. Maria de Rosario eingeweiht. Die Kirche wies mit ihrer Doppelturmfassade auf den Anspruch der örtlichen Gemeinde hin. Gerolzhofen war Sitz eines hochstiftischen Archidiakons und zugleich Landkapitelssitz.
Die Kirche erfuhr in den folgenden Jahrhunderten weitere Eingriffe in ihre Bausubstanz. So erhöhte man die beiden Türme um 1592 unter Bischof Julius Echter von Mespelbrunn um ein Geschoss. Außerdem wurden sie mit den typischen, spitzaufragenden „Echterhauben“ abgeschlossen. Damit ragten sie als Zeichen der Gegenreformation ins Steigerwaldvorland hinein. Bis 1617 wurden die Dächer der Kirche verändert und das Gotteshaus mit einer Sakristei ausgestattet. Das 18. Jahrhundert brachte eine Barockisierung der Kirchenausstattung, wobei sich hier insbesondere die Werkstatt des Würzburger Künstlers Johann Peter Wagner hervortat.
Erst um 1900 wurden wiederum größere Veränderungen an der Kirche vorgenommen. Aufgrund des Wachstums der Stadt Gerolzhofen erweiterte man das Langhaus bis 1902 um zwei Joche nach Westen. Hierzu wurde das städtische Tuchhaus abgerissen. In der Folgezeit erfuhr die Kirche mehrere Renovierungen. Auch in den folgenden Jahrzehnten kamen verschiedene Kunstwerke aus namhaften Werkstätten ins Kircheninnere. Die Kirche Maria im Rosenkranz wird heute vom Bayerischen Landesamt für Denkmalpflege als Baudenkmal geführt. Untertägige Überreste der Vorgängerbauten sind als Bodendenkmäler vermerkt. Daneben bildet die Stadtpfarrkirche den Mittelpunkt des Ensembles Altstadt Gerolzhofen.

## Architektur

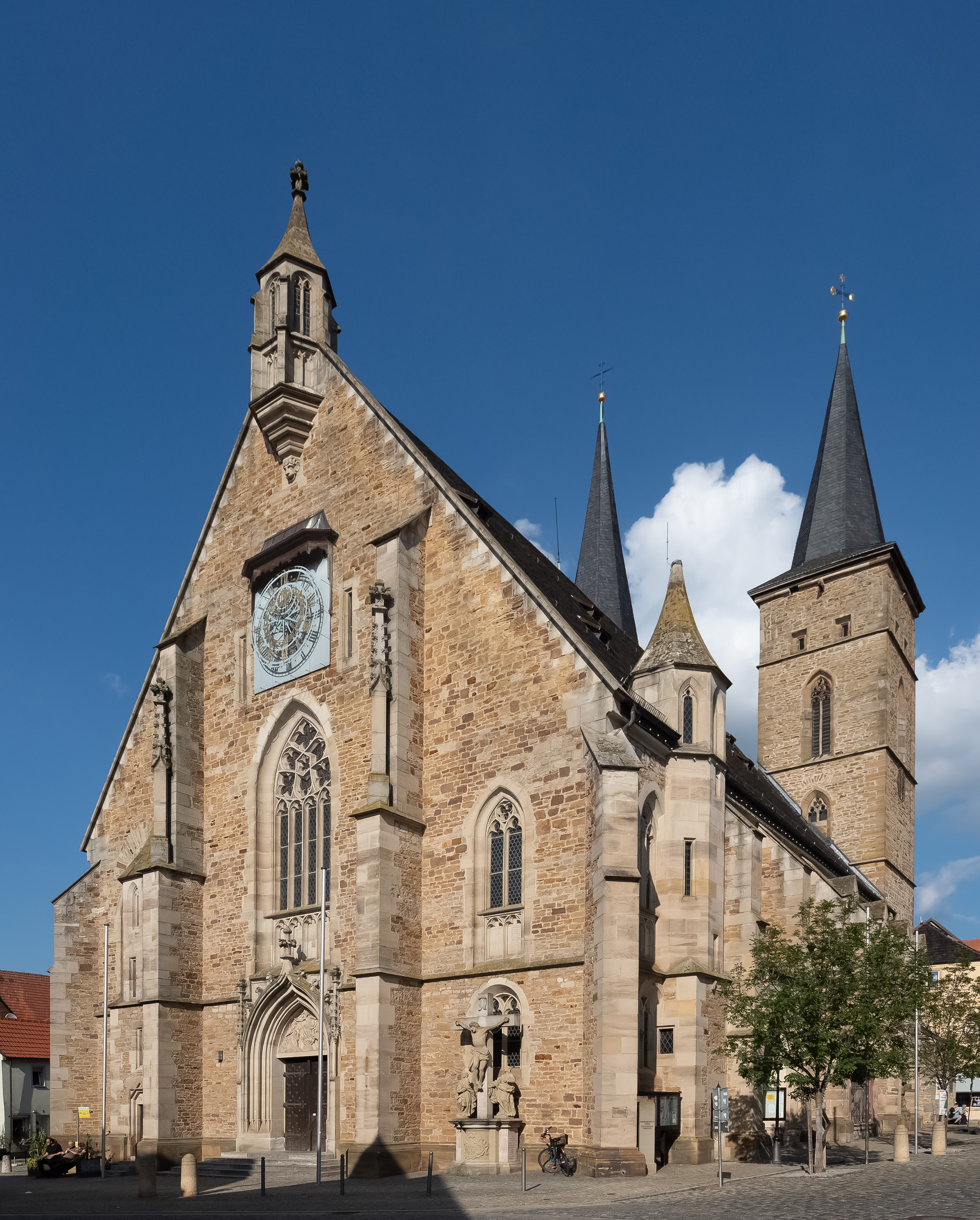
Westfassade der Kirche

Die katholische Stadtpfarrkirche von Gerolzhofen präsentiert sich heute als dreischiffige Hallenkirche. Im Osten schließt ein doppeljochiger Chor an das Gebäude an. Besonders prägnant sind die beiden spätgotischen Chorflankentürme mit den vier Geschossen des 15. Jahrhunderts, sowie der Aufstockung um ein Geschoss, die im 16. Jahrhundert vorgenommen wurde. Sie schließen mit achtseitigen Spitzhauben ab. An den südlichen Flankenturm wurde um 1617 eine eingeschossige Sakristei mit Rundbogenfenstern angebracht.
Das Langhaus weist eine Zweiteilung auf, die auf der Südseite auch äußerlich erkennbar ist: Während die gotischen Strebepfeiler mit einem Figurenprogramm ausgestattet wurden, das aus den Heiligen Drei Königen und Anna selbdritt besteht, sind die Pfeiler am neogotischen Anbau ohne solche Figuren geschaffen. Ein spitzbogiges Portal auf der Südseite entstammt ebenfalls der Erweiterung des beginnenden 20. Jahrhunderts. Damals entstand auch die Westfassade mit zwei niedrigen Treppentürmen, hochgezogenen Strebepfeilern, einem spitzbogigen Portal mit Fialen und der Darstellung der Auferstehung im Giebelfeld. Darüber erhebt sich ein vierbahniges Maßwerkfenster, das von einer Uhr und einem am Giebel angebrachten Dachreiter überragt wird.
Im Inneren wird der Raum von den acht mächtigen Säulenpfeilern geprägt, die das breite Mittelschiff von den Seitenschiffen trennen. Das Mittelschiff wurde mit einem Parallelrippengewölbe ausgestattet, während die Seitenschiffe einfachere Kreuzgewölbe aufweisen. Die Schlusssteine der Gewölbe wurden passförmig gearbeitet und mit biblischen Motiven verziert. Unter anderem sind hier die Evangelistensymbole sowie ein Christuskopf und das Himmelloch zu finden. Die Untergeschosse der Chorflankentürme wurden mit Kapellen ausgestattet. Das Chorinnere weist dagegen einen Fünf-Achtel-Abschluss auf.
Die Westseite wird auch im Inneren von den Erneuerungen des 19. Jahrhunderts geprägt. Hier wurde eine große Empore eingebaut, die die Orgel trägt und deren Geländer mit neugotischen Kreuzblumen verziert wurde. Im Zentrum der Empore ist ein ebenfalls der Neugotik zuzuordnender Erker zu finden. Er weist ebenfalls die floralen Motiven der Brüstung auf. Im zentralen Feld ist ein Relief der Kreuzigung Christi angebracht. Das Maßwerk der Spitzbogenfenster im Langhaus ist ebenfalls im 19. Jahrhundert angebracht worden.

## Ausstattung

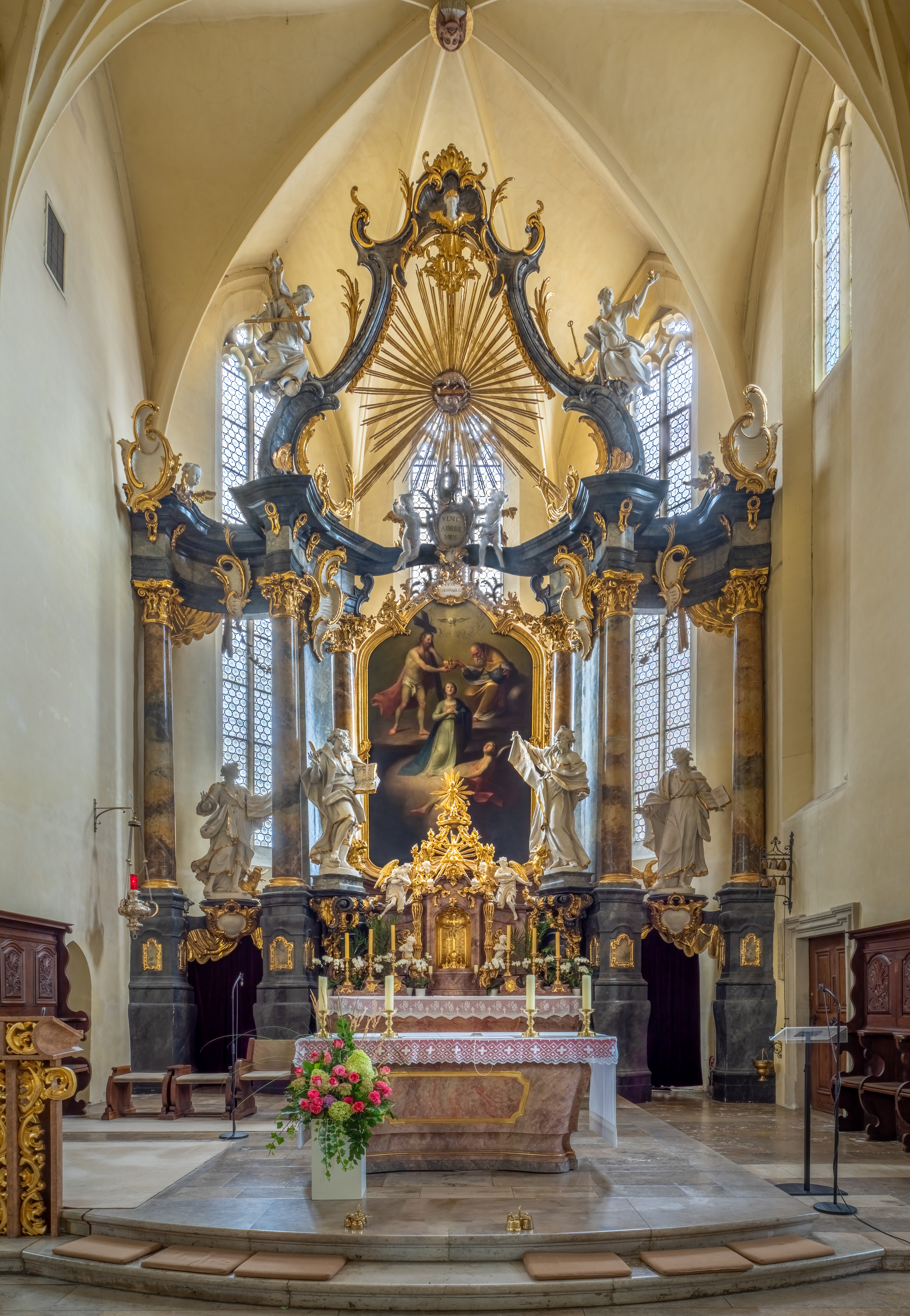
Hochaltar im Chor

### Hochaltar
Der heutige Hochaltar der Rosenkranzkirche von Gerolzhofen hatte mehrere Vorgängerbauten. Der gotische Hochaltar wurde 1479 zusammen mit der Kirche geweiht. Wahrscheinlich stammten seine Figuren aus der Werkstatt Tilman Riemenschneiders. Es handelte sich um einen Flügelaltar mit den Figuren der Jungfrau Maria, der heiligen Barbara und der heiligen Katharina. Oberhalb des Altars war ein Kruzifix mit den Assistenzfiguren Johannes und Maria angebracht. Das Kruzifix befindet sich heute in der der Pfarrkirche benachbarten Johanniskapelle, die heute zu einem Museum der Diözese Würzburg umgebaut ist.
Der Altar wurde im Jahr 1612 als unansehnlich bezeichnet. Der Neubau ging auf eine testamentarische Stiftung des damaligen Pfarrers Johannes Werner zurück. 1679 erhielt der Würzburger Hofbildhauer Johann Philipp Preuß den Auftrag, einen neuen Altar zu errichten. Unklar ist, ob der Altar von Preuß jemals errichtet wurde. 1728 erfuhr der gotische Altar durch den Würzburger Bildhauer Gottwald Wirl eine definitive Umgestaltung. Zwei neue Figuren wurden ergänzt; beide sind heute verschollen.
Der bestehende Hochaltar geht auf den Würzburger Hofbildhauer Johann Peter Wagner zurück. Der Tabernakel wurde vom Dettelbacher Bildhauer Johann Michael Becker ergänzt. Obwohl Rechnungen fehlen, kann der Gerolzhöfer Altar auf die Jahre um 1769 datiert werden. Er weist große Ähnlichkeiten mit einem ebenfalls von Wagner geschaffenen Altar in Bolzhausen auf. Wahrscheinlich gehen die Arbeiten Wagners in Gerolzhofen dabei auf eine reiche, private Stiftung zurück.
Der Altar, der den Chor ausfüllt, besitzt einen sechssäuligen Aufbau, der an einen Baldachin erinnert. Im Zentrum steht das Altarbild mit dem Motiv der Krönung Mariens. Es wurde wohl vom Würzburger Hofmaler Johann Christoph Fesel geschaffen. Eine Inschrift, die oberhalb des mit Rankwerk verzierten und vergoldeten Rahmens angebracht wurde, verweist ebenfalls auf das Motiv. Sie lautet: Veni Coronaberis (dt. „Komm, du sollst gekrönt werden“). Der Auszug besteht aus einem plastischen Lamm auf dem Buch im Strahlenkranz. Neben den überall erkennbaren Engelsfiguren wurden die vier Evangelisten um das Blatt postiert.

### Seitenaltäre
Insgesamt sechs Altäre befinden sich in den Turmkapellen, im Langhaus und an den Chorflanken. Die beiden Langhausaltäre wurden in der Zeit um 1700 fertiggestellt, allerdings erst 1752 geweiht. Dabei gehen die Aufbauten mit den vier Säulen auf den ortsansässigen Schreinermeister Hans Philipp Stangenberger zurück, wobei der Würzburger Caspar Brand Ergänzungen vornahm. Die Altäre werden von den plastischen Darstellungen des Auferstandenen (Sebastiansaltar) und des Auges der Vorsehung (Kiliansaltar) überragt. Die Altarblätter zeigen das Martyrium des heiligen Sebastian (Nordseite), das vielleicht auf den Hofmaler Georg Franz Mika zurückgeht. Die Darstellung des Martyriums der Frankenapostel Kilian, Kolonat und Totnan (Südseite) gehen wohl auf den in Würzburg tätigen Oswald Onghers zurück und erinnern an ein ähnliches Blatt in der Neumünsterkirche in Würzburg.
Die beiden Chorbogenaltäre gehen auf die Zeit um 1780 zurück. Beide entspringen der Stiftungstätigkeit reicher Gerolzhöfer Familien. Beide Familien haben sich oberhalb des Altarblattes mit ihren Wappen verewigt. Eindeutig zugeordnet kann jedoch nur das Wappen oberhalb der Kreuzabnahme auf der rechten Seite. Es ist das Zeichen der Familie von Johann Ignatz Papius, der zwischen 1760 und 1780 hochstiftischer Vogt in der Stadt war. Die beiden Altäre werden von reichen floralen Motiven gerahmt. Beide Blätter gehen auf Vorbilder von Peter Paul Rubens zurück: Auf der rechten Seite ist die Kreuzabnahme Christi, auf der linken Seite die Himmelfahrt zu sehen. Die Künstler sind unbekannt.
Bei den Turmaltären handelt es sich um die jüngste Werkgruppe der Gerolzhöfer Seitenaltäre. Sie wurden, wie der Hauptaltar, vom Würzburger Bildhauer Johann Peter Wagner gearbeitet. Der rechte Seitenaltar gelangte im Jahr 1783 nach Gerolzhofen. Auf dem Weg wurde die Arbeit durch Regen beschädigt und musste vor der Aufstellung generalüberholt werden. Der zweisäulige Aufbau zeigt im Zentrum eine von Putten umgebene Figur des heiligen Josef mit dem Jesuskind. Als Assistenzfiguren wurden Joachim und Anna angebracht. Der linke Altar zeigt die trauernde Muttergottes. Zwei weitere Mariendarstellungen flankieren sie: Maria von Magdala und Maria, die Mutter Jakobs.

### Glasfenster

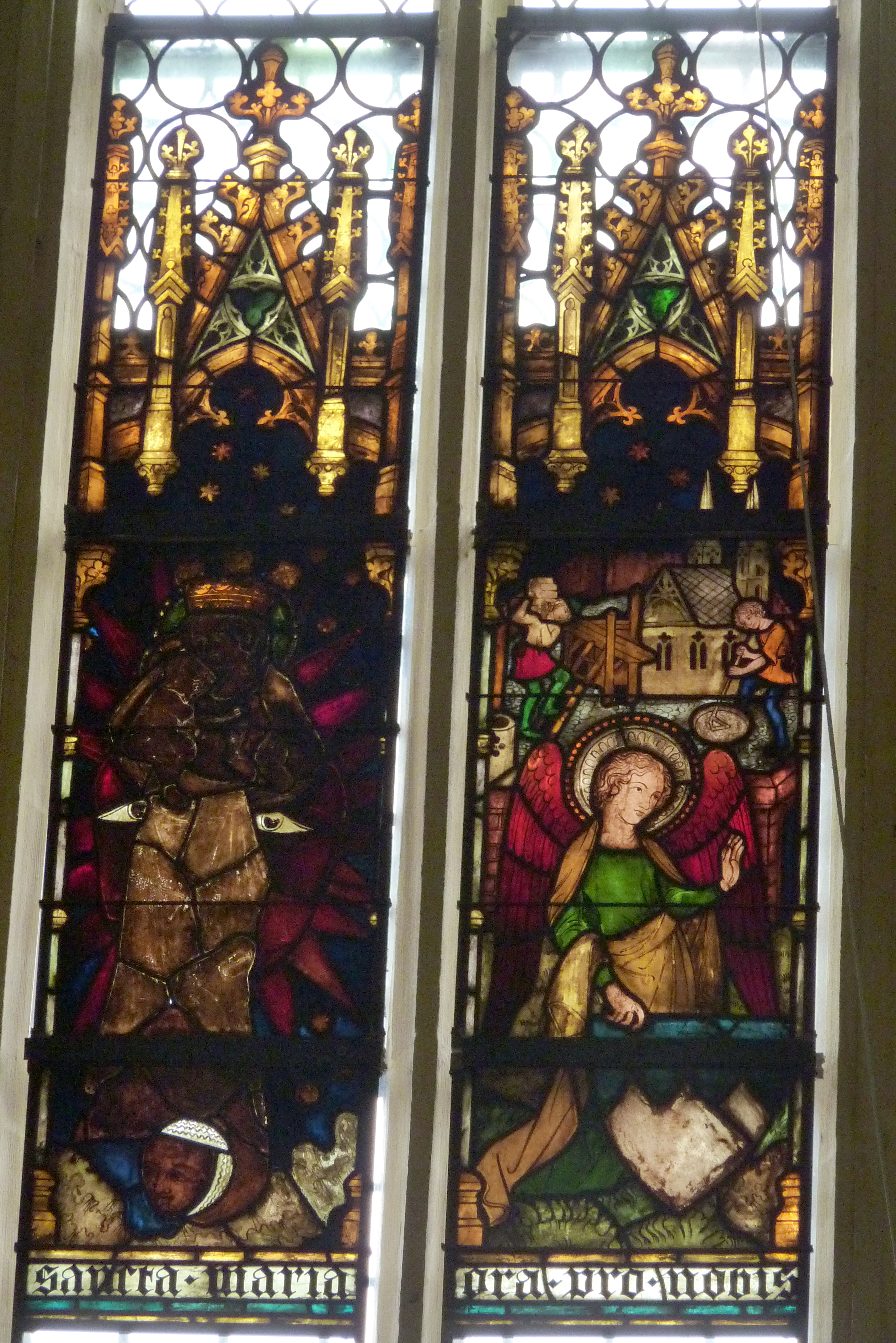
Gotisches Glasfenster an der Südwand des Langhauses

An der Südwand des Langhauses hat sich das einzige gotische Glasgemälde der Würzburger Schule erhalten. Es entstand wahrscheinlich in der Zeit des Kirchenneubaus im 15. Jahrhundert. Dargestellt wurde Maria mit der Sonne umkleidet. Ihr wurde der Mond zu Füßen gelegt, während die Sterne ihr Haar bekränzen. Besondere Bedeutung für die Baugeschichte der Kirche selbst hat ein Engel, der das Wappen der Stadt Gerolzhofen in den Händen trägt. Darüber trägt ein Mann Steine zu der im Bau befindlichen Kirche, während ein anderer Mörtel anrührt. Beide Fensterscheiben schließen mit gotischen Fialen ab.
Alle weiteren gemalten Fenster in der Kirche wurden im 20. Jahrhundert geschaffen. Vorzeichnungen wurden vom Würzburger Matthäus Schiestl 1905 geschaffen. Dargestellt sind in einem nördlichen Seitenschiff (von rechts nach links) die Taufe des Frankenherzogs Gosbert, die Heilige Familie mit Josef als Zimmermann, Maria mit dem Jesuskind und das Martyrium des heiligen Sebastian. Die ausführende Firma, die die Glasfenster produzierte, ist nicht bekannt.

### Rosenkranzmadonna
Besondere kunsthistorische Bedeutung weist die sogenannte Rosenkranzmadonna im Langhaus auf. Sie entstand um 1600 in der Zeit der Kirchenerneuerung unter Julius Echter von Mespelbrunn, dabei wurden ältere Ausstattungsstücke aus dem Kircheninneren für das Kunstwerk einer Zweitverwendung zugeführt. So gehen die zwei Engel, die oberhalb der Madonna die Krone halten, auf die Spätgotik zurück und können der Werkstatt des Würzburger Bildschnitzers Tilman Riemenschneider zugeordnet werden. Eventuell waren sie ursprünglich am gotischen Hochaltar der Kirche angebracht.
Die Rosenkranzmadonna von Gerolzhofen weist direkt auf das Patrozinium der Pfarrkirche hin. Daneben etablierte sich eine separate Verehrung des Bildwerkes im 17. Jahrhundert. Die Rosenkranzmadonna war lange Zeit Mittelpunkt einer Rosenkranzbruderschaft. Diese Bruderschaften gehen auf die Marienverehrung des Barock zurück. In Gerolzhofen wurde die Bruderschaft im Jahr 1653 gegründet. Ihr Initiator war der Dominikanerprovinzial Arnold Gallius.
Madonna wurde als strahlende Himmelskönigin dargestellt. Sie hält ein Szepter in der rechten Hand, während die linke das bekrönte Jesuskind mit einem Apfel trägt. Darüber erheben sich die beiden Engel, die eine Krone in ihren Händen tragen. Umgeben wurde die Figurengruppe mit zwei Rosenkränzen. Der innere Kranz besteht aus silbernen Blütenblättern, zwischen denen in goldenen Blüten die Wundmale Christi dargestellt sind. Oberhalb Mariens findet sich das durchbohrte Herz des Gekreuzigten. Ein zweiter Kranz wird aus blühenden Rosen gebildet. In ihrem Inneren finden sich die Szenen aus dem Marienleben.

### Orgel
Die Orgel wurde 1998 von Claudius Winterhalter erbaut. Das mechanische Schleifladeninstrument hat 36 Register auf drei Manualen und Pedal, die Registertraktur ist kombiniert mechanisch und elektrisch ausgeführt. Es wurden auch ältere Gehäuseteile integriert, die aus dem Vorgängerinstrument von Johann Philipp Seuffert und dessen Vorgängerin von 1712 stammen, erbaut von den Bergrothenfelser Orgelbauern Johann Baptist Funtsch und Jakob Th. Berns. Die Disposition lautet:
| I Hauptwerk C–g3 |                  |       |
| 1.               | Bourdon          | 16′   |
| 2.               | Principal        | 8′    |
| 3.               | Rohrflöte        | 8′    |
| 4.               | Gambe            | 8′    |
| 5.               | Octave           | 4′    |
| 6.               | Spitzflöte       | 4′    |
| 7.               | Quinte           | 2 ⁄3′ |
| 8.               | Superoctave      | 2′    |
| 9.               | Cornet V (ab g0) |       |
| 10.              | Mixtur IV–V      | 1 ⁄3′ |
| 11.              | Trompete         | 8′    |

| II Positiv C–g3 |            |        |
| 12.             | Bourdon    | 8′     |
| 13.             | Hohlflöte  | 4′     |
| 14.             | Quinte     | 2 ⁄3′  |
| 15.             | Principal  | 2′     |
| 16.             | Terz       | 1 3⁄5′ |
| 17.             | Cymbel I   | 1′     |
| 18.             | Vox humana | 8′     |
|                 | Tremulant  |        |

| III Schwellwerk C–g3 |                 |     |
| 19.                  | Quintatön       | 16′ |
| 20.                  | Principal       | 8′  |
| 21.                  | Gedeckt         | 8′  |
| 22.                  | Salicional      | 8′  |
| 23.                  | Vox coelestis   | 8′  |
| 24.                  | Traversflöte    | 4′  |
| 25.                  | Fugara          | 4′  |
| 26.                  | Flageolet       | 2′  |
| 27.                  | Mixtur III–IV   | 2′  |
| 28.                  | Trompette harm. | 8′  |
| 29.                  | Basson/Hautbois | 8′  |
|                      | Tremulant       |     |

| Pedalwerk C–f1 |             |     |
| 30.            | Contrabaß   | 16′ |
| 31.            | Subbaß      | 16′ |
| 32.            | Octavbaß    | 8′  |
| 33.            | Violoncello | 8′  |
| 34.            | Octave      | 4′  |
| 35.            | Bombarde    | 16′ |
| 36.            | Posaune     | 8′  |

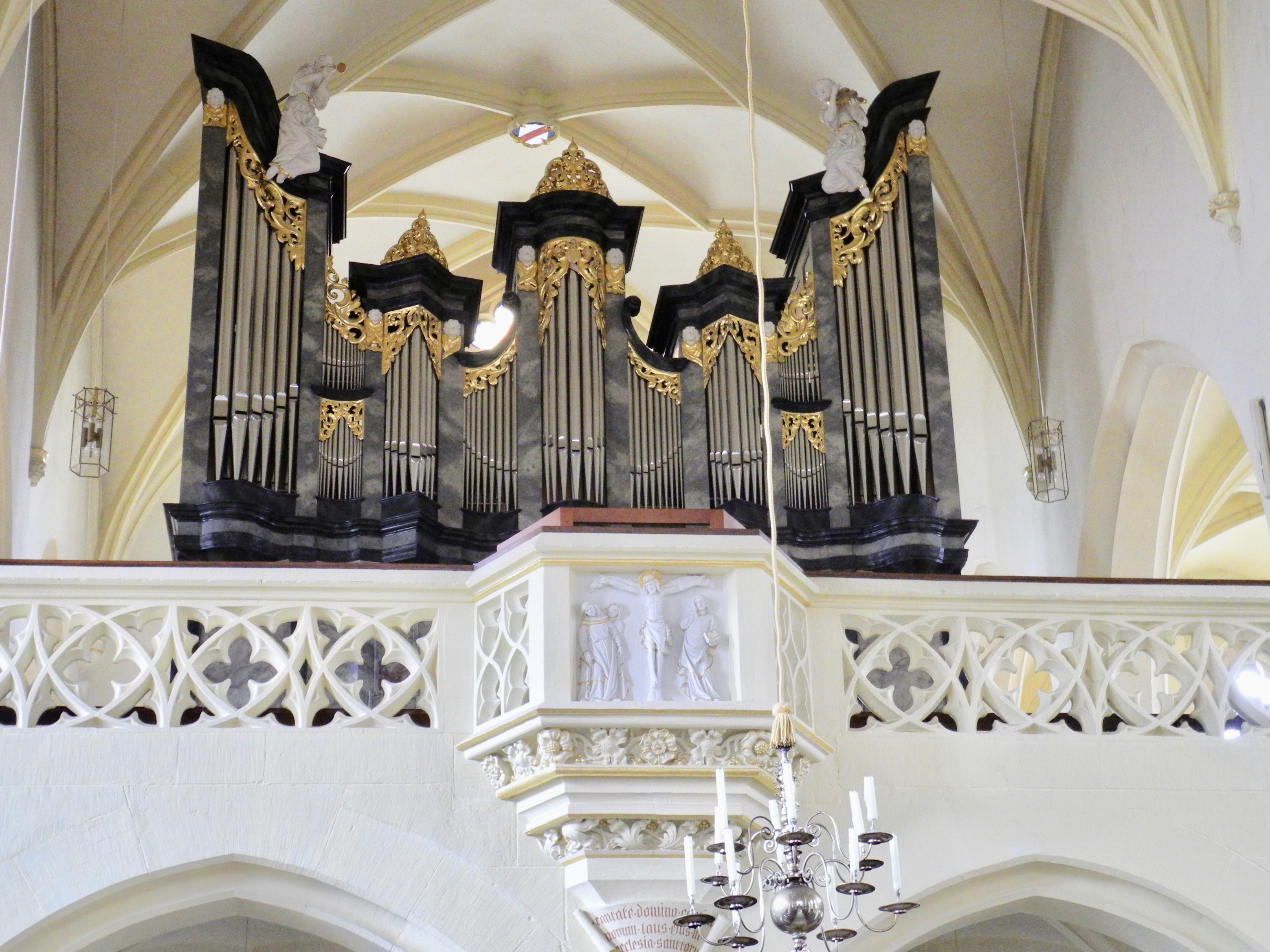
Orgel auf der Empore

- Koppeln: II/I, III/I, III/II, I/P, II/P, III/P
- Spielhilfe: 8 × 8 Setzerkombinationen[9]

### Weitere Ausstattung

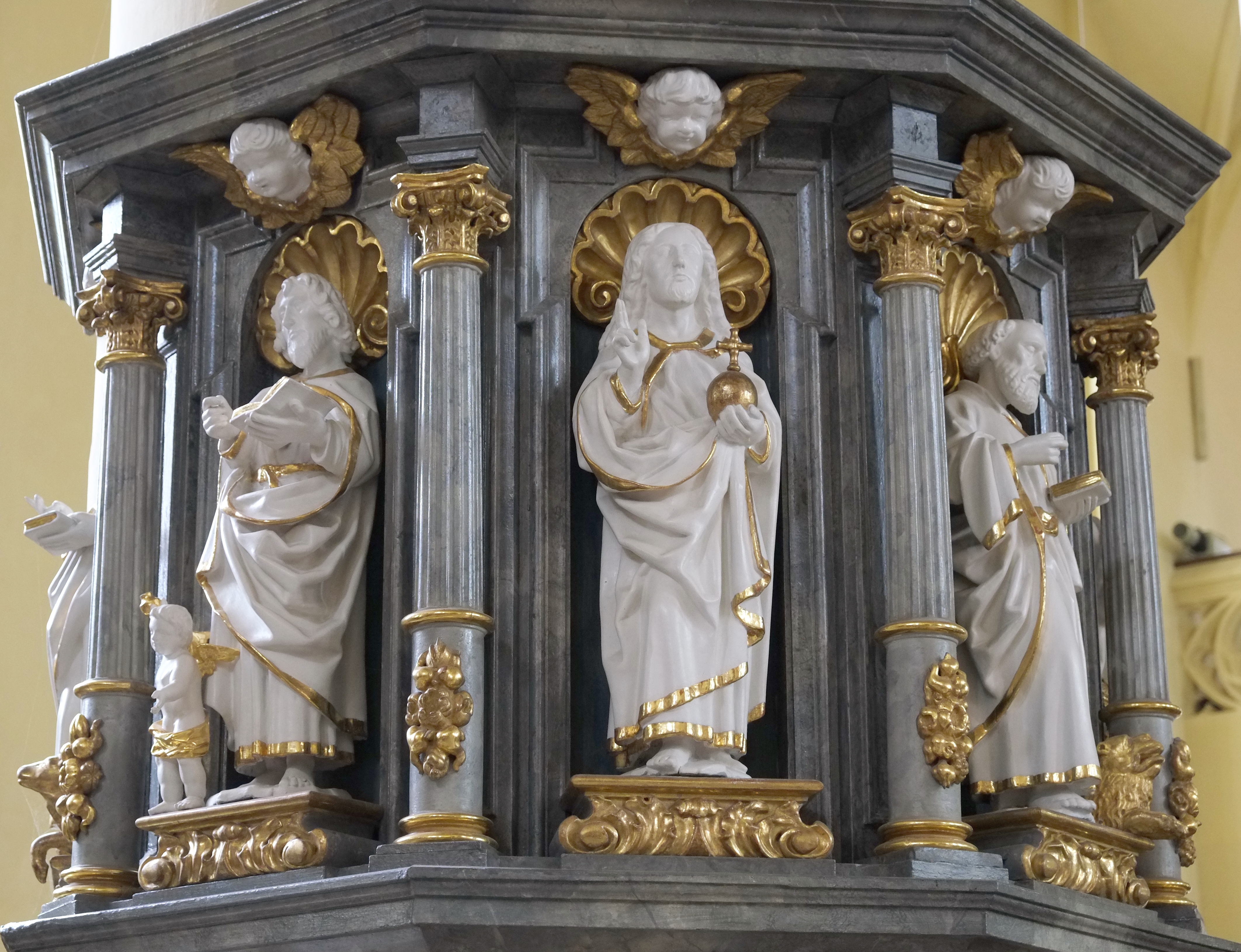
Korpus der Kanzel

Für die Kirche in Gerolzhofen wurden zu allen Zeiten neue Ausstattungselemente geschaffen, die sich noch heute in ihrem Inneren befinden. Daneben wurde eine Vielzahl an Objekten verkauft oder an verschiedene Museen wie das Museum für Franken in Würzburg abgegeben. Teil der gotischen Erstausstattung war das Chorkreuz, das aus der Zeit um 1500 stammt. Es stand ursprünglich auf dem Lettner und war von zwei Assistenzfiguren als Kreuzigungsgruppe gerahmt. Als man 1611 den Lettner einlegte, verschwanden auch die beiden Assistenzfiguren.
Die Kanzel ist wesentlich jünger, allerdings wurden einige Elemente der gotischen Kanzel wiederverwendet. So entstand der hölzerne Korpus, zusammen mit dem Schalldeckel und der Brüstung des Treppenaufgangs zu Beginn des 18. Jahrhunderts. Einige Figuren in den Nischen des Korpus sind noch dem 15. Jahrhundert zuzurechnen. Es handelt sich um Darstellungen der vier Evangelisten, deren ursprünglich farbige Fassung jedoch mit der Neuaufstellung durch eine schlichte weiß-goldene Fassung ersetzt wurde. Auf der Kanzel thront eine ebenfalls der Gotik zuzurechnende Muttergottes mit dem Kind.
Der Taufstein aus Sandstein gelangte 1783 in die Kirche, die Jahreszahl ist in seinem Inneren vermerkt. Wiederum zeichnete die Werkstatt von Johann Peter Wagner in Würzburg verantwortlich. Auf dem Holzdeckel thront eine Schnitzarbeit Wagners, die die Taufe Jesu durch Johannes den Täufer zeigt. Darüber ist die Taube als Symbol des Heiligen Geistes angebracht. Im Langhaus fanden 1905 mehrere Kreuzwegstationen Aufstellung, die vom Bildhauer Heinz Schiestl stammen. Sie ersetzten gotische Vorgänger, die sich heute im Museum am Dom in Würzburg befinden.
Obwohl die Kirche in der Vergangenheit als Grablege für die Gerolzhöfer Bevölkerung diente, sind heute nur wenige Grabplatten erhalten. Sie befinden sich teilweise an der Außenmauer des Langhauses und sind hier der Witterung ausgesetzt. Einziges Grabmal im Inneren der Kirche ist jenes des Gerolzhöfer Amtmannes Caspar Hübner. Dieser wurde als plastische Kniefigur zu Füßen einer Kreuzigungsszene dargestellt, auf der rechten Seite ist die Darstellung seiner betenden Frau angebracht. Das Werk kann wohl der Bildhauerfamilie Juncker zugeordnet werden.

### Außen
Um die Kirche haben sich mehrere Kleindenkmäler aus unterschiedlichen Kunstepochen erhalten. An der Marktplatzseite findet sich ein Ölberg, der aus einer plastischen Figurengruppe aus der Zeit um 1500 besteht. Er wurde in den Jahren 1977/1978 renoviert. Zentral ist der kniende Jesus zu erkennen, die Hände zum Gebet gefaltet. Auf der linken Seite erkennt man die drei schlafenden Jünger, Petrus mit einem Schwert, Jakobus und Johannes. Als Relief sind die anderen Jünger im Hintergrund auszumachen. Auf einer gemalten Hintergrundkulisse nähern sich die Häscher zusammen mit Judas.
An der Westfassade erhebt sich eine Kreuzigungsgruppe aus dem Jahr 1740. Sie entstand als Teil des Friedhofs, der sich damals noch um die Kirche erstreckte. Sie geht auf eine Stiftung des Bierbrauers Johann Georg Stephan und seiner Frau zurück. 1985 wurde die Gruppe an dieser Stelle neu aufgestellt, im Jahr 2008 ließen die Nachfahren der Familie Stephan die Kreuzigungsgruppe renovieren. Aus dem Kloster Heidenfeld kam die große Immaculata auf der Westseite an die Kirche. Sie wurde um 1750 errichtet. Mehrere Bildstöcke und Epitaphien aus dem 17. und 18. Jahrhundert ergänzen die außen angebrachten Denkmäler.